# Verpflichtungserklärung (Zollrecht)
Unter Verpflichtungserklärung versteht man im Zollrecht die formale Übernahme von Pflichten. Diese Verpflichtung wirkt meistens abstrakt und unmittelbar gegen den Verpflichteten.
Von großer praktischer Bedeutung ist die Übernahme von Zahlungsverpflichtungen bei der Einfuhr durch den beauftragten Spediteur oder auch die Verpflichtung zur erneuten Vorführung bzw. Reexport von Waren.
Beispiel für eine Verpflichtungserklärung:
- Verpflichtungserklärung bei Zahlungsaufschub für fremde Abgabenschulden